# Disparition de Derrick Engebretson
 (août 2023).
Derrick James Engebretson (5 juillet 1990 - disparu le 5 décembre 1998) est un enfant américain ayant disparu dans des circonstances mystérieuse dans la Forêt nationale de Fremont-Winema, près de Rocky Point dans l'Oregon. Dans la soirée du 5 décembre 1998, Derrick a disparu alors qu'il cherchait un sapin de Noël avec son père et son grand-père, qui se sont rendu compte qu'ils l'avaient perdu de vue en fin d'après-midi. Des empreintes et un ange de neige ont été retrouvés près de la route, mais lorsque les forces de l'ordre sont arrivées dans la soirée, le blizzard a empêché toutes recherches immédiates.
Au cours de semaines qui ont suivi, les forces de l'ordre et des bénévoles ont continué à fouiller la zone, mais aucun signe de Derrick n'a été retrouvé. Des rapports ultérieurs ont fait état d'un mystérieux véhicule dans la région ce jour-là. En octobre 1999, des graffitis ont été découverts dans les toilettes d'une aire de repos rurale au sud de Portland, qui feraient référence à Derrick. Leur contenu n'a jamais été rendu public. En 2008, il a été révélé que Frank James Milligan, un violeur d'enfant condamné, était considéré comme suspect potentiel dans cette disparition. En date de 2023, on ne sait toujours pas ce qu'est devenu Derrick Engebretson.

## La disparition
Le 5 décembre 1998, Derrick Engebretson, 8 ans, s'est rendu à la Pelican Butte, avec son père et son grand-père, près de Rocky Point dans l'Oregon, à environ 48 km de Klamath Falls et au sud du parc national de Crater Lake. Ils avaient l'intention de trouver un sapin de Noël. À un moment donné de l'excursion, Derrick s'est éloigné et il a été porté disparu ce soir-là par son père et son grand-père, qui ont prévenu un automobiliste qui passait par là vers 16h13. Ce dernier s'est rendu à un centre de villégiature situé à environ 3 km de là, où il a appelé le 911.

## Enquête policière
Les forces de l'ordre ont découvert un « abri rudimentaire » fait de branches de sapin sous plusieurs troncs d'arbre tombés à terre près de l'endroit où Engebretson a disparu, mais les chiens de recherche n'ont pas pu y détecter son odeur. En raison des conditions extrêmes de la région, les forces de l'ordre ont émis l'hypothèse qu'il était probablement décédé face à la force des éléments. Les parents de Derrick ont déclaré que leurs fils avait « grandi dans les montagnes » et qu'il était habitué à marcher sur de longues distances de 32 km en terrain escarpé. Dans les heures qui ont suivi la disparition de Derrick, sa famille et les forces de l'ordre ont découverts de petites empreintes de pas dans la neige, formant une boucle depuis l'endroit où son père l'avait vu pour la dernière fois jusqu'à une clairière près de la route, où un ange de neige vraisemblablement laissé par Derrick a été trouvé. Un chasse-neige avait effacé les traces qui s'éloignaient de l'ange de neige, et aucune autre empreinte n'a été trouvée. Des morceaux de bois coupés ont été découverts à proximité. Lorsqu'il a disparu, Derrick avait une petite hache avec lui et était vêtu d'une combinaison de neige. En fin de soirée, un blizzard s'est abattu sur la région, entravant les recherches,.
Les premières recherches ont été faites à pied avec des chiens de recherche, ainsi que par voie aérienne utilisant l'avion de la Civil Air Patrol et un hélicoptère de la Air Force Reserve Command. Plusieurs membres de la famille ont entrepris leur propre recherche. Le 13 décembre 1998, 8 jours après le début de l'enquête, la police du comté de Klamath a suspendu les recherches. La famille de Derrick a continué les recherches de son côté, campant sur site au cours des deux semaines suivantes dans un camping-car qu'on leur avait donné, tandis que des centaines de bénévoles continuaient d'organiser des recherches. Le 18 décembre, les recherches ont été interrompues en raison des températures négatives qui rendaient tout déplacement dangereux dans la région. Au cours des mois qui ont suivi, plus de 10 000 heures ont été consacrées aux recherches au sol.
Au début de l'enquête, un témoin a déclaré avoir vu un homme non-identifié se débattre avec un jeune garçon dans le quartier, le jour de la disparition de Derrick. Le témoin n'a pas réagi, supposant que l'homme était le père du petit garçon. D'autres déclarations ont été faites d'un homme non-identifié conduisant une Honda deux-portes, demandant son chemin à des passants dans la forêt ce jour-là.

## Événements ultérieurs
Le 24 septembre 1999, des graffitis ont été découverts dans les toilettes de l'aire de repos Sagehen, à environ 480 km au sud de Portland, que les forces de l'ordre ont identifié comme étant des références à la disparition de Derrick. Ses parents sont allés voir le graffiti, et sa mère, Lori, a déclaré à la presse : « Je pense que c'est juste une grosse blague de mauvais goût. J'ai pensé que si quelqu'un avait eu Derrick, s'il avait mis ça sur le mur, c'est qu'il voulait se faire prendre. S'il voulait se faire prendre, pourquoi n'a-t-il pas laissé quelque chose qui appartenait à Derrick sur le mur ? ». Le contenu du graffiti n'a pas été rendu public.
En 2008, il a été confirmé que Frank James Milligan, un homme purgeant une peine pour avoir violé un garçon de 10 ans à Dallas, dams l'Oregon, était considéré comme un suspect potentiel dans la disparition de Derrick. 